# Reina madre
Reina madre es un título o posición reservada para una reina consorte no regente (por viudedad o abdicación), cuyo hijo o hija es el monarca reinante. El título surge en las monarquías hereditarias, y ha sido usado en Inglaterra (actualmente en el Reino Unido) por lo menos desde 1577.

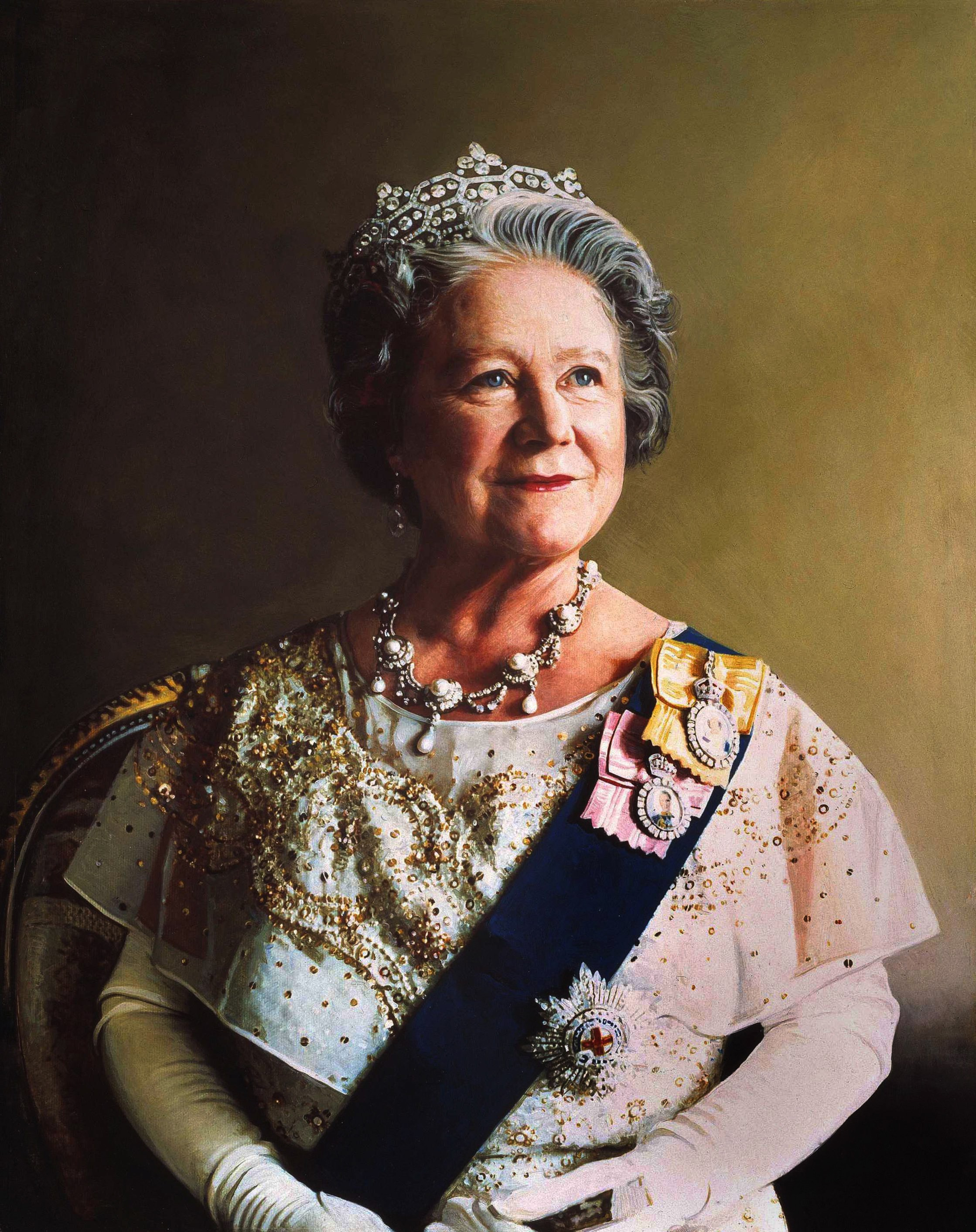
Isabel Bowes-Lyon, reina madre del Reino Unido, fallecida en 2002

## Definición
El término se aplica únicamente a la madre del actual monarca, que anteriormente era reina consorte (es decir, que llegó a formar parte de la dinastía reinante por haberse contraído matrimonio con el anterior rey). Puede ser reina viuda —siendo el caso más común— cuando su hijo accede al trono tras el fallecimiento de su padre (y marido de la reina viuda). En el caso de una abdicación, la aplicación del término no queda siempre clara; en algunos países, se prefiere el término de reina consorte emérita, o solo reina emérita (en aquellos donde la palabra «consorte» no se suele emplear), mientras que en otros se usa también la designación de reina madre (a veces con la recuperación del título anterior a su reinado, o uno posterior concedido de acuerdo con su posición). También el tratamiento de majestad depende del país en que se aplica.
En el caso de reinas por derecho propio que abdican a favor de sus descendientes, no son reinas madres sino siguen siendo consideradas reinas (aunque eméritas) y conservan los tratamientos, dignidades y títulos no monárquicos. Por ejemplo, la reina Margarita II de Dinamarca no es una reina madre sino reina por su propio derecho (emérita tras su abdicación).
Cuando se trata de la madre de un monarca que no fue previamente una reina ni reina consorte, tampoco se aplica el término, pues para ser definida como reina (en cualquiera de sus formas) debe haber ejercido como tal. Por ejemplo, Victoria de Sajonia, duquesa de Kent y Strathearn, madre de la reina Victoria, se llamaba simplemente «madre de la reina» cuando su hija se convirtió en monarca, pero no «reina madre», ya que nunca fue reina consorte.

## Estatus
La reina madre suele ser apoyada a lo largo de sus años restantes y se le conceden honores como familiar del monarca, pero no tiene una posición o poder oficial. Se espera que se abstengan cuidadosamente de toda participación en el gobierno o la política. Sin embargo, en Suazilandia, situado en África del Sur, la reina madre o Indovuzaki, reina junto a su hijo, sirviendo como figura ceremonial, mientras que su hijo actúa como la cabeza administrativa del Estado.
En muchas sociedades matrilineales del África Occidental, tales como los Ashanti, es la reina madre a través de quien se origina la descendencia y por lo tanto ejerce un poder considerable. Uno de los grandes líderes Ashanti fue la reina madre Yaa Asantewaa (1840-1921), quien dirigió a sus súbditos contra el Imperio británico durante la Guerra del Taburete de Oro en 1900.
En el Reino Unido, Isabel, la Reina Madre, fue consejera de Estado en varias ocasiones, y fue siempre una figura popular dentro de la familia real.

## Definiciones derivadas
Emperatriz madre

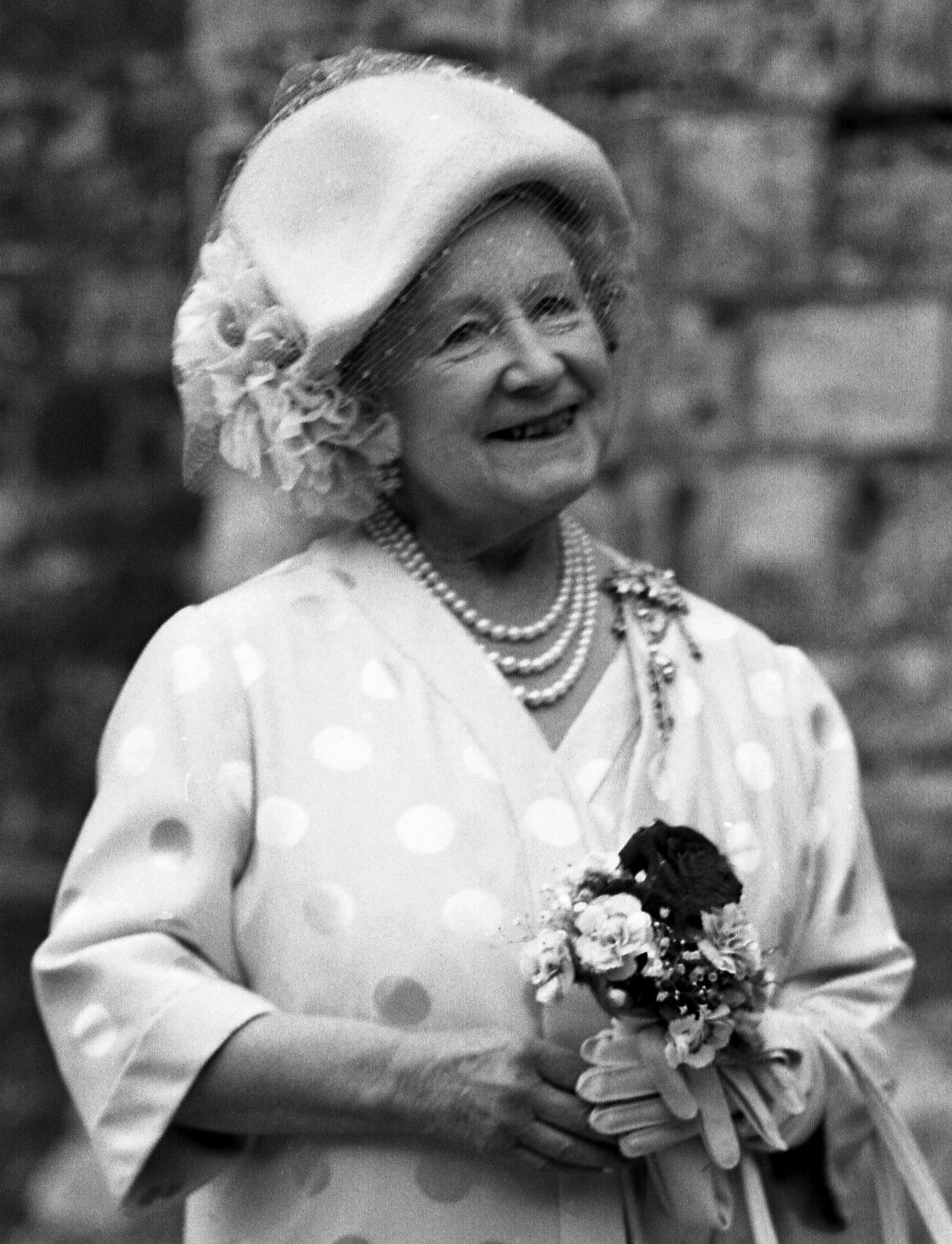
La reina madre Isabel Bowes-Lyon, posiblemente el ejemplo más famoso de Reina madre.

Si la monarca viuda había reinado como emperatriz (en el sentido de mujer del emperador/zar/káiser/etc.), puede recibir la denominación de emperatriz madre. Entre las dinastías que han tenido emperatrices viudas (en Europa, el Imperio Habsburgo y la Rusia zarista; y en Asia, el Imperio de Japón, la India británica, el Imperio chino, el Imperio de Corea y el Imperio de Vietnam), en tres de ellas —el Imperio austrohúngaro, el Imperio ruso y el Imperio chino— se dio esta circunstancia. Si bien, solo en el caso austrohúngaro se ha concedido este título de forma oficial (en alemán: Kaiserinmutter).
Reina abuela
Si el soberano reinante es nieto o nieta, a la consorte superviviente se le puede otorgar el título de reina abuela.[cita requerida] Actualmente solo se da este caso en Bután, con Kesang Choden, que es la abuela del actual monarca, Jigme Khesar Namgyel Wangchuck. Además, en el Reino Unido, este título tuvo validez por un breve tiempo, con María de Teck (reina abuela), Isabel Bowes-Lyon (reina madre) y la reina Isabel II (nueva monarca), desde el fallecimiento del rey Jorge VI, en 1952, hasta la muerte de su madre, la reina María, en 1953.

## En la actualidad
Las reinas madres actuales:
- Bélgica: Paola de Bélgica
- Camboya: Norodom Monineath
- España: Sofía de Grecia
- Japón: Michiko (como emperatriz emérita o emperatriz Madre)
- Jordania: Noor (como reina viuda)
- Países Bajos: Beatriz de Holanda
- Tailandia: Sirikit

- Datos: Q10477002
- Multimedia: Queen mothers / Q10477002